# Томацу Харука
Харука Томацу (яп. 戸松 遥; нар. 4 лютого 1990, Ітіномія, Японія) — японська сейю, актриса і співачка. Працює в компанії Music Ray'n.

## Біографія
У 2005 році успішно пройшла особливе прослуховування, яке проводилось компанією Music Ray'n — «Music Ray'n super seyuu audition» (ミュージックレイン スーパー声優オーディション), що послужило початком її роботи як сейю. На іншому прослуховуванні, Toho Cinderella Audition, яке проходило у січні 2006 року, де брало участь 37 443 чоловіки, вона була одною із 15 фіналістів. До 2008 року, поки вона не закінчила школу, їй доводилось часто їздити на записи з дому в Токіо і назад, через що вона дуже втомлювалась. По закінченні школи вона переїхала в Токіо, де тепер і живе, паралельно з роботою навчаючись в інституті.
15 лютого 2009 року під час заходу який проводила компанія Music Ray'n — «Music Ray'n girls natsu no choko matsuri» (ミュージックレインgirls 春のチョコまつり) Томацу разом зі своїми колегами із тієї ж компанії Котобукі Мінако, Такагакі Аяхі, Тойосакі Акі утворили сейю юніт sphere. На церемонії Seiyu Awards яка проходила на початку 2009 року, вона удостоїлась премії «Новачок року» (新人賞). Серед ролей які зіграла Томацу персонажі найрізноманітніших типів, від молодих дівчаток до дорослих жінок, серед них зустрічаються світлі і відкриті особистості, різного роду цундере, підступні персонажі і т. д. Особливе місце в її репертуарі займають «нелюдські» персонажі, котрих вона зіграла вже не мало. Серед них вже була богиня (Kannagi), інопланетянка (To Love-Ru), привид (Asura Cryin) та ін.
Із інших сейю, окрім згаданих вище колег із юніту sphere, їй також доводилось часто грати разом з Ханадзавой Каной і Савасіро Міюкі. З Ханадзавою вони в трьох аніме (Kyōran Kazoku Nikki, Kannagi, Asu no Yoichi!) грали сестер, при цьому у всіх випадках Томацу була старшою сестрою, а Ханадзава — молодшою. В одному з інтерв'ю вона розповіла, що любить малювати, і дуже часто малює що-небудь на берегах сценаріїв. Згідно офіційного сайту, її улюблений колір — помаранчевий або жовтий; улюблені види спорту — вибували і салочки; улюблена тварина — собака (особливо мопси); улюблене слово — "арігато: " (тобто «дякую»); улюблені фільми — Зелена миля, аніме студії Ghibli, фільми жахів.

## Ролі озвучення

### Аніме
Головні ролі виділені жирним.

#### 2007
- Bokurano — Ямура Футаба
- Engage Planet kiss dum — Маюра (1 і 12 серії)
- Gakuen Utopia Manabi Straight! — учениця (10 серія); солодка учениця (3 серія)
- Les Misérables: Shōjo Cosette — Одрі
- Moetan — Курой Сумі
- Shinkyoku Sōkai Polyphonica — Кортікарте Апа Лагрангес
- Sky Girls — Макіхара Яйой

#### 2008
- Kannagi — Нагі
- Kemeko Deluxe! — M.M.
- Kyōran Kazoku Nikki — Хімемія Сенко/Мідаредзакі Тіка
- Mobile Suit Gundam 00 — Мірейна Васті
- Mōryō no hako — Юдзукі Канако
- Nodame Cantabile — Міста
- Shina Dark — Гаретт Фей Совадзі
- Tetsuwan birdy decode — Космічний корабель Камідзукаса
- To Love-Ru — Лала Саталін Девілюк
- Yozakura Quartet — Кісі Тока
- Zettai Karen Children — Санномія Сіхо

#### 2009
- Asura Cryin' — Місао Мінакамі
- Basquash! — Розбійник
- Canaan — Юн-Юн
- Cross Game — Цукісіма Аоба
- GA Geijutsuka Art Design Class — Ямагуті Кісарагі
- Jigoku shōjo: Mitsuganae — Касіваги Сюмі
- Maria-sama ga Miteru — Коті Хідерумі
- Nyan Koi — Акірі Кірісіма, Котоне Кірісіма
- Samurai Harem: Asu no Yoichi — Аяме Ікаруга
- Seitokai no Ichizon — Канаде Міясіро
- Shinkyoku Sōkai Polyphonica — Кортікарте Апа Лагрангес
- Sora no Manimani — Макіта Химе
- A Certain Scientific Railgun — Кінухо Ваннай
- White Album — Мідзукі Мана
- Yoku Wakaru Gendai Mahō — Юміко Крістіна Ітіносе

#### 2010
- Asobi ni Iku yo! — Манамі Кіндзьо
- Durarara!! — Ріо Камітіка
- Ichiban Ushiro no Dai Maō — Ейко Теруя
- Inazuma Eleven — Кудоу Фуюка
- Katanagatari — Хітей-хіме
- Ladies versus Butlers! — Хедейє
- Mitsudomoe — Хітоха Маруй
- Mobile Suit Gundam 00 the Movie: Awakening of the Trailblazer — Мілейна Вашті
- Motto To Love-Ru — Лала Саталін Девілюк
- Otome Yōkai Zakuro — Б'якуроку
- Shiki — Мегумі Сімідзу
- Sound of the Sky — Марія
- Star Driver: Kagayaki no Takuto — Сакана-тян
- Tatakau Shisho — Нолоті Марутійо

#### 2011
- Ano Hi Mita Hana no Namae o Bokutachi wa Mada Shiranai — Наруко Андзьо
- Beelzebub — Ангеліка, Юка Ханадзава
- C: The Money of Soul and Possibility Control — Масю
- Hanasaku Iroha — Юіна Вакура
- Inazuma Eleven Go — Сінсуке Нісідзоно
- Mitsudomoe Zoryochu! — Хітоха Маруй
- Nekogami Yaoyorozu — Маю
- Softenni — Яйой Хірагісі/Юзукі Хірагісі
- The Idolm@ster — Ай Хідака
- Working!! — Мідзукі Масіба

#### 2012
- Accel World — Мегумі Вакамія
- Ano Natsu de Matteru — Ітіка Такацукі
- Binbō-gami ga! — Ранмару Рінго
- Inazuma Eleven Go: Chrono stone — Сінсуке Нісідзоно
- Kokoro Connect — Нана Нісіно
- Magi: The Labyrinth of Magic — Моргіана
- Mōretsu Pirates — Груель Сереніті
- Natsuiro Kiseki — Юка Ханакі
- Sword Art Online — Асуна Юкі
- To Love-Ru Darkness — Лала Саталін Девілюк
- Tonari no Kaibutsu-kun — Мідзутані Сідзуку

#### 2013
- Hyakka Ryōran: Samurai Bride — Матаемон Аракі
- Maoyū Maō Yūsha — старша сестра покоївка
- Pretty Rhythm: Rainbow Live — Белл Рендзьодзі
- Valvrave the Liberator — Сакі Рукіно
- Zyuden Sentai Kyoryuger — Канделіла
- Magi: The Labyrinth of Magic — Марджана
- Zettai Karen Children: The Unlimited — Сіхо Саномія
- The World God Only Knows: Goddesses Arc — Руне
- Toaru Kagaku no Railgun S — Кіхуно Ванай
- Coppelion — Ібара Нарусе
- Yozakura Quartet: Hana no Uta — Кіши Тока
- I Couldn't Become a Hero, So I Reluctantly Decided to Get a Job. — сама себе
- Samurai Flamenco — Марі Майя
- Sekai de Ichiban Tsuyoku Naritai! — Ріо Казама

#### 2014
- HappinessCharge PreCure! — Кюр Фортуне
- Sakura Trick — Харука Такаяма
- Wake Up, Girls! — Каріна
- Yōkai Watch — Кейта
- Hōzuki no Reitetsu — Шизуку Мізутані (7 серія)
- Inazuma Eleven GO Galaxy — Неол Лотс
- Mahouka Koukou no Rettousei — Саяка Мібу

#### 2015
- Absolute Duo — Імарі Наґакура[1]
- Durarara!!x2 — Ріо Камічіка
- Gate (2-й сезон) — Піна Ко Лада[2]
- Gintama — Ґінко Саката
- Is It Wrong to Try to Pick Up Girls in a Dungeon? — Ейна Чюру[3]
- Mikagura School Suite — Нямірін[2]
- My Teen Romantic Comedy SNAFU TOO! — Каорі Орімото[4]
- Punch Line — Рабура Чічібу
- To Love-Ru Darkness 2nd — Лала Саталін Девілуке
- Tokyo Ghoul √A — Нашіро Ясушіса[5]
- Working!!! — Міцукі Машіба
- Yo-Kai Watch (2-й сезон) — Кейто Амано

#### 2016
- Gate (2-й сезон) — Піна Ко Лада
- Grimgar of Fantasy and Ash — Муцумі[2]
- Matoi the Sacred Slayer — Клеріс Тонітолус[2]
- Mobile Suit Gundam Unicorn RE:0096 — Мікотт Барч[2]
- Sweetness and Lightning — Шінобу Коджіка[6]
- ReLIFE — Рена Каріу[2]
- Terraformars Revenge — Юріко Мінамото[2]
- The Disastrous Life of Saiki K. — Куріко / Кусако Сайкі[2]
- Time Travel Girl — Акіра Хаясе[2]
- WWW.Working!! — Хана Міякоші[7]

#### 2017
- Kokuhaku Jikkō Iinkai ~Ren'ai Series~ — Нацукі Еномото[2]
- Scum's Wish — Санае Ебато[8]
- The Saga of Tanya the Evil — Мері Сіу[2]
- Tsurezure Children — Хотару Фуруя[9]
- Two Car — Місакі Наґай[10]

#### 2018
- Darling in the Franxx — Code:002 (Zero Two)[11]
- Inazuma Eleven: Ares no Tenbin — Хатторі Ханта
- Inazuma Eleven: Orion no Kokuin — Хатторі Ханта
- Persona 5: The Animation — Хару Окумура[12]
- Pocket Monsters: Sun & Moon — Міна[13]
- Sword Art Online: Alicization — Асуна Юукі[14]
- Violet Evergarden — Іріс Каннарі[15]

### OVA
- Air Gear: Kuro no Hane to Nemuri no Mori — Рінго Ноямано
- Baby Princess 3D Paradise 0 (Love) — Хікару
- Ichigo Mashimaro — Студентка
- Mobile Suit Gundam Unicorn — Мікотт
- Sword Art Offline OVA — Асуна Юкі
- Tales of Symphonia — Дівчина (3 серія)
- To Love-Ru Darkness — Лала Саталін Девілюк
- To Love-Ru — Лала Саталін Девілюк
- Zettai Karen Children OVA — Сіхо Санномія
- Sword Art Offline — Асуна Юкі

### Відеоігри
- Arc Rise Fantasia — Сесіл
- Beyond the Labyrinth — головна героїня
- Blaze Union: Story to Reach the Future — Серіка
- Chaos Rings II — Марія Крічтон
- Corpse Party: Book of Shadows — Мідзукі Ямамото
- Dragon Nest — Чарті
- Harvest Moon Grand Bazaar — Антойнет
- The Idolm@ster: Dearly Stars — Ай Хідака
- Densetsu II: Yougen no Chingonka — Аліса Маргатроїд ф Коматі Онодзука
- Magical Girl Lyrical Nanoha A's — Лілі Стросек і Еміті Флоріан
- Rune Factory 3 — Айон
- Valkyria Chronicles 2 — Аліаса
- Sword Art Online: Infinity Moment — Асуна Юкі
- 2nd Super Robot Wars Z: Saisei-Hen — Мілена Вашті
- Super Robot Wars UX — Мілена Вашті

### Drama CD
- Blaue Rosen
- Kyōran Kazoku Nikki — Сенко Хімемія/Тіка Мідаредзакі
- To Love-Ru — Лала Саталін Девілюк

## Дискографія

### Альбоми
- Rainbow Road (24 лютого 2010)
- Sunny Side Story (16 січня 2013)

### Сингли
- «Naissance» (3 вересня 2008)
- «Motto Hade Ni Ne!» (29 жовтня 2008) (Kannagi: Crazy Shrine Maidens Відкриваюча заставка)
- «Musuhi no Toki» (26 листопада 2008) (Kannagi: Crazy Shrine Maidens Закриваюча заставка)
- «Koi no Uta» (13 травня 2009) (Shinkyoku Sōkai Polyphonica Crimson S Закриваюча заставка)
- «Girls, Be Ambitious» (27 січня 2010) (Sound of the Sky Закриваюча заставка)
- «Nagisa no Shooting Star» (4 серпня 2010)
- «Monochrome» (3 жовтня 2010) (Star Driver Вставлена пісня)
- «Baby Baby Love» (11 березня 2011) (Motto To Love-Ru Закриваюча заставка)
- «Oh My God» (13 липня 2011) (Nekogami Yaoyorozu Закриваюча заставка)
- «Yume Sekai» (25 липня 2012) (Sword Art Online Закриваюча заставка)
- «Q&A Recital!» (17 жовтня 2012) (Tonari no Kaibutsu-kun Відкриваюча заставка)
- «My Independent Destiny» (2012) (Sword Art Online Характерна пісня Юкі Асуни)